# فرانكي هايدوك
فرانك هايدوك دانيال (بالإنجليزية: Frank Daniel Hejduk)‏ (مواليد 5 أغسطس 1974 في لا ميسا) لاعب كرة قدم أمريكي دولي يجيد اللعب في خط الوسط . يلعب حاليا لصالح نادي كولومبوس كرو الأمريكي منذ 2003 .

## روابط خارجية
- فرانكي هايدوك على موقع الاتحاد الدولي (مؤرشف)  (الإنجليزية)
- فرانكي هايدوك على موقع الدوري الأمريكي (الإنجليزية)
- فرانكي هايدوك على موقع قاعدة بيانات كرة القدم.إي يو (الإنجليزية)
- فرانكي هايدوك على موقع بيانات كرة القدم. دي إي (الألمانية)
- فرانكي هايدوك على موقع ناشيونال فوتبول تيمز (الإنجليزية)
- فرانكي هايدوك على موقع Soccerway.com (الإنجليزية)
- فرانكي هايدوك على موقع عالم كرة القدم.نت (الإنجليزية)
- فرانكي هايدوك على موقع كووورة
- فرانكي هايدوك على موقع أوليمبيديا (الإنجليزية)